# Гваякол
Гваяко́л — встречающееся в природе органическое вещество класса фенолов, с сильным своеобразным «дымным» запахом. 
Содержится в продуктах сухой перегонки древесины лиственных и хвойных пород, высококипящих погонах букового дёгтя, а также в продуктах перегонки гваяковой смолы.

## Свойства
Гваякол — бесцветные, легко плавящиеся кристаллы монометилового эфира пирокатехина, темнеющие на воздухе и на свету, хорошо растворимые в этаноле, эфире, хлороформе, ледяной уксусной кислоте, растворах щелочей и плохо — в воде и петролейном эфире.

## Получение
В промышленности получают частичным метилированием пирокатехина диметилсульфатом {\displaystyle {\ce {(CH3O)2SO2}}}:
{\displaystyle {\ce {C6H4(OH)2 + (CH3O)2SO2 -> C6H4(OH)(OCH3) + HO(CH3O)SO2}}}.
Лабораторными методами получения являются полное метилирование пирокатехина с последующим селективным монодеметилированием тиолятом натрия:
{\displaystyle {\ce {C6H4(OCH3)2 + C2H5SNa -> C6H4(OCH3)(ONa) + C2H5SCH3}}},
или диазотирование o-анизидина (2-аминоанизола) с разложением водой образовавшегося диазосоединения.

## Применение
Применяют для синтеза душистых веществ — ванилина, эвгенола, изоэвгенола, санталидола, и лекарственных препаратов, напр. фтивазида и папаверина. Служит искусственным ароматизатором пищевых продуктов в качестве «аромата бекона». В стоматологии входит в состав некоторых препаратов для антисептической обработки корневых каналов.

## Безопасность
Гваякол вызывает анестезию кожи, экзему, раздражает глаза и дыхательные пути; ПДК — 20 мг/м3. В организме человека накапливается и приводит к нарушению обмена веществ.